# Sergio Silva Fernández
Sergio Silva Fernández (Villaverde de Pontones, 1976) es un profesor de educación secundaria y político español del Partido Popular. Actualmente es el consejero de Educación, Formación Profesional y Universidades del Gobierno de Cantabria desde 2023.

## Biografía
Lienciado en Derecho por la Universidad de Cantabria, es funcionario de carrera del Gobierno de Cantabria y forma parte desde el año 2000 del cuerpo de profesores de enseñanza secundaria, especialidad en Formación y Orientación Laboral. Ha sido director del Centro Integrado Público de Formación Profesional La Granja de Heras de 2014 a 2022. Fue el encargado de la formación de los candidatos del Partido Popular de Cantabria en la campaña de las elecciones autonómicas de 2023. Tras la llegada al poder del PP con motivo de los resultados de dichos comicios, fue nombrado consejero de Educación, Formación Profesional y Universidades por la presidenta María José Sáenz de Buruaga.